# Сан Дезидерио (Асти)
Сан Дезидерио је насеље у Италији у округу Асти, региону Пијемонт.
Према процени из 2011. у насељу је живело 204 становника. Насеље се налази на надморској висини од 284 м.